# Israel Boatwright
Israel Ramón Boatwright de la Cruz (ur. 2 czerwca 2005 w Grand Rapids) – dominikański piłkarz pochodzenia amerykańskiego występujący na pozycji prawego obrońcy, od 2023 roku zawodnik amerykańskiego Interu Miami.
Jego ojciec pochodzi ze Stanów Zjednoczonych, zaś matka z Dominikany.